# Joan Perés
Joan Perés (Palma, ? – Pacífic, 1775), o també Parés o Perers, més conegut pel nom castellanitzat Juan Pérez, fou un navegant mallorquí i explorador de la costa nord-oest americana. Va ser el primer europeu a reconèixer les illes de la Colúmbia Britànica.
Es coneix ben poc dels seus primers anys. Segons els testimonis dels frares franciscans Juníper Serra i Francesc Palou, en Joan Perés també era mallorquí, del sector de la Ribera del barri de la Platja de Palma. A vegades consta com Juan Josef Pérez Hernández.

## Primers anys
Va entrar a la marina mercant el 1750 i durant onze anys va servir a les Filipines com a pilot, fent la ruta tradicional del galions d'Acapulco a Manila i fent alguns viatges a Canton. El 1768 va ser assignat al departament marítim de San Blas, a la costa oest de Nova Espanya.
El 1769 va participar, com a comandant del pailebot San Antonio, en suport a l'expedició terrestre de Gaspar de Portolà a l'Alta Califòrnia. Va ser el primer a arribar a San Diego, l'11 d'abril, on va fundar una missió. Durant l'expedició va tenir l'oportunitat de fer amistat amb els frares Juníper Serra i Joan Crespí, també mallorquins.

## Viatge al nord-oest americà
El virrei Antonio María Bucareli va encarregar a Perés el comandament d'una expedició per explorar la costa nord-oest americana amb l'objectiu de comprovar si els establiments comercials russos havien arribat a Alaska, tal com deia un diplomàtic espanyol destinat a la cort russa. Rep les instruccions de prendre possessió de les terres descobertes, comprovar si hi ha russos i tractar amb respecte als nadius per establir-hi relacions amistoses.
Parteix el 25 de gener del 1774 amb la fragata Santiago portant de segon a Esteban Martínez. Paren a San Diego per deixar al frare Juníper Serra i a Monterey per recollir els frares franciscans Joan Crespí i Tomás de la Peña. L'expedició arriba quasi als 55 graus de latitud nord, a l'extrem nord-oest de les Illes de la Reina Carlota que anomenen Cap de Santa Margarida. Tenen un primer contacte amb els haida, però el mal temps i els problemes de salut fa que tornin cap al sud.
De retorn, el 6 d'agost descobreix la badia de Nootka, a l'illa de Vancouver, que anomena Surgidero de San Lorenzo. Segons expliquen els nootka, els nadius van sortir corrent per amagar-se al bosc, ja que creien que era un dels seus déus que tornava per castigar-los. Un cop comprovat que no era així van negociar l'intercanvi d'objectes. Quatre anys més tard, el capità James Cook va comprar dues culleres de plata a un nadiu que les portava penjades al coll.
Després de creuar l'estret de Juan de Fuca, anomena el Mount Olympus de l'estat de Washington com el Cerro Nevada de Santa Rosalía. Arriba a San Blas el novembre del 1774. Perés escriu un relat del viatge titulat Extracto del Diario de la Corbeta del rey nombrada Santiago, en su viaje desde el puerto de San Blas de California 1774 al reconocimiento de la costa hasta los 55 grados norte. El diari de Joan Crespí es converteix en un clàssic per les seves descripcions dels pobles visitats, i Tomás de la Peña aporta diversos dibuixos molt valuosos.

## Segon viatge
L'any següent, el 1775, el virrei va organitzar una altra expedició sota el comandament de Bruno de Heceta per reconèixer millor les terres descobertes. Joan Perés és el segon i el pilot del Santiago mentre que el Sonora és comandat per Juan Francisco de la Bodega y Quadra i pilotat per Francisco Mourelle.
Parteixen de San Blas el 16 de març del 1775. Només el Sonora arriba fins a Alaska mentre que el Santiago ha de tornar des de la badia de Nootka degut al mal temps i als problemes de salut. Joan Perés va morir en alta mar, entre Monterey i San Blas, el 2 de novembre del 1775.
El 1999, amb motiu del 225è aniversari de l'expedició, la Royal Canadian Mint va emetre un dòlar de plata commemoratiu amb el vaixell Santiago